# Eraclide (comico)
Eraclide (in greco antico: Ἡρακλείδης?, Hērakléides; in latino Heraclides; Thurii, IV secolo a.C. – ...) è stato un commediografo greco antico della commedia di mezzo.

## Biografia e opere
Di Eraclide è noto che proveniva da Turii, quindi da una colonia panellenica a prevalenza ateniese, in rapporti, dunque, con la madrepatria. Dalle fonti è noto che si classificò una volta terzo alle Dionisie o alle Lenee.
Di lui possediamo solo un frammento anepigrafo trasmesso da Ateneo:
a far chicchirichì troppo presto al mattino e a ritirarsi,
egli lo uccise, perché non aveva tenuto giù la sua cresta.
E, dopo aver ucciso quello lì, Carete diede
uno splendido banchetto al popolo ateniese:
così liberale e magnifico era lui.»
(trad. A. D'Andria)
Quest'unico frammento di Eraclide, comunque, ci aiuta a meglio situare il commediografo nella temperie culturale dell'età di Filippo II (356-336 a.C.): più precisamente, nel brano viene ricordata la sconfitta, ad opera di Carete, delle truppe macedoni comandate da Adeo, soprannominato "il Galletto". La commedia, dunque, viene situata nel periodo tra la fine dell'estate del 354 e l'inizio dell'estate del 352 a.C.; inoltre, poiché Ateneo riporta che Duride di Samo riferisce lo stesso resoconto, pare possibile che lo storico citasse appunto il brano eraclideo e che questo sia il contesto da cui Ateneo riprendeva.